# Oszkár Abay-Nemes
Oszkár Abay-Nemes (Hungría, 22 de septiembre de 1913-30 de enero de 1959) fue un nadador húngaro especializado en pruebas de estilo libre, donde consiguió ser medallista de bronce olímpico en 1936 en los 4x200 metros.

## Carrera deportiva
En los Juegos Olímpicos de Berlín 1936 ganó la medalla de bronce en los relevos de 4x200 metros estilo libre, con un tiempo 9:12.3 segundos), tras Japón (oro) y  Estados Unidos (plata); sus compañeros de equipo fueron los nadadores: Ferenc Csik, Ödön Gróf y Árpád Lengyel.